# Ibn Fathun
Abu Utman Said ibn Fathun ibn Mukram al-Himar (Zaragoza, siglo X - Sicilia, siglo XI) fue un filósofo de la Taifa de Zaragoza.
Ibn Fathun fue apodado por su inmensa capacidad de trabajo «al-Himar» (el burro), sobrenombre que no tenía en árabe andalusí connotaciones peyorativas y equivaldría al griego philoponos (amante del trabajo). Lo que se sabe de su vida está recogido en Ibn Hazm de Córdoba y en la obra del historiador hispanoárabe Said al-Andalusí de Toledo, que lo elogian por su fama entre los filósofos de su tiempo.

## Vida
Formado en la Córdoba califal, destacó en matemáticas, música, astronomía, bellas artes, poesía y gramática, además de ser maestro de lógica de Al-Kattani, otro importante intelectual saraqustí. También fue diestro en música, al igual que Avempace, quien fue el último gran filósofo del reino islámico de Saraqusta e influyó en los filósofos de al-Ándalus posteriores, como Averroes; de ese modo, se podría decir que Ibn Fathun fue el primer filósofo andalusí merecedor de tal nombre (como señala Joaquín Lomba), pues fue en Zaragoza donde se inició la «falásifa» o filosofía racional en el occidente musulmán, a partir del influjo de Avicena y Al-Farabi. Hasta entonces en Al-Ándalus solo hubo exégesis coránica y escuelas teológicas, que no adoptaron la lógica racionalista y empírica propia de Aristóteles.

## Obra
Escribió dos obras científico-filosóficas, que se sepa, aunque se han perdido. Primeramente, un método de clasificación de las ciencias que seguía la línea de El catálogo de las ciencias de Al-Farabi y del que se desconoce su título. En él dividía el saber según las categorías aristotélicas de sustancia y accidente. Asimismo, escribió una introducción a todos los saberes filosóficos: El árbol de la sabiduría (Šayarat al-hikma).
En cuanto a las obras de teoría de la música, escribió Ta'lif fi l-musiqa (Tratado sobre la composición musical) y Kitab fi l-Arud (Opúsculo sobre la prosodia), que relacionaba el ritmo poético y el musical. Adquirió un gran prestigio como compositor y teórico musical y sentó las bases de la Escuela de Zaragoza en la música de al-Ándalus. Es citado por Ahmad Tifasi (Túnez, 1184-1253) en su obra enciclopédica Mut'at al-asma' fi 'ilm al-sama' (El placer de los oídos ante la ciencia de la audición musical) como uno de los grandes músicos compositores del islam occidental junto con Avempace. De Al-Himar recoge cinco composiciones nasid (recitativas) y cinco sawt (melódicas). En algunas de estas composiciones se canta su amor por el virtuosismo musical o tienen por tema el elogio de las esclavas cantantes.
Según sus biógrafos la pérdida de su obra se debió, seguramente, a la política de intolerancia de Almanzor hacia el pensamiento proveniente de Grecia y Oriente causada por las prescripciones de rigor y ortodoxia religiosa dictadas por los alfaquíes en los que Almanzor apoyó su poder. Esta persecución de la filosofía (falásifa) debió afectar a la conservación de los tratados de Ibn Fathun. De hecho, Ibn Fathun al-Himar fue detenido y condenado a muerte, si bien, gracias al apoyo de alfaquíes más moderados, consiguió exiliarse en Sicilia donde falleció.